# إدي هابارد
إدي هابارد (بالإنجليزية: Eddie Hubbard)‏ هو مقدم برامج إذاعية أمريكي، ولد في 29 أغسطس 1917، وتوفي في 26 مارس 2007.